# Assandira
Assandira ist ein Roman von Giulio Angioni, im Jahr 2004 von Sellerio veröffentlicht.

## Zusammenfassung
Der alte sardische Hirte Costantino Saru wird von seinem Sohn überredet, ein Hotelrestaurant (genannt Assandira) in seinem verlassenen Schafstall zu etablieren. Die Kennlinie des Unternehmens sollte es sein, den europäischen Kunden vor allem aus dem Norden eine Erfahrung des Lebens in der traditionellen Hirtenwelt Sardiniens zu bieten. Der alte Hirte Costantino sollte eine Art Garant für Authentizität sein. Das Unternehmen entwickelt sich gut. Aber eines Tages zerstört ein Feuer Assandira und tötet den Sohn des alten Hirten. Costantino fühlt sich für alles, was passiert ist, verantwortlich. Der Richter glaubt ihm nicht.

## Editionen
- 2004, ISBN 88-389-1991-7
- 2012, E-Book, ISBN 978-88-389-29946